# Blew
«Blew» —en español: «Sóplame»— es una canción y sencillo del grupo musical estadounidense de grunge Nirvana, es la primera canción del álbum debut del grupo titulado Bleach, lanzado en junio de 1989 por Sub Pop. La canción fue relanzada por el sello discográfico Tupelo como la canción principal de un EP de cuatro canciones de Nirvana en el Reino Unido en noviembre de 1989, donde se ubicó en el número 15 en la lista de sencillos indie del Reino Unido.
Es difícil de encontrar en los Estados Unidos, debido a que fue lanzado sólo en el Reino Unido. Fue limitado a tres mil copias de LP de doce pulgadas, pero también tuvo una producción en CD. También existen copias falsas en CD y vinilo (las de vinilo varían de color).

## Origen y grabación
Escrita en 1988, «Blew» se interpretó por primera vez en vivo en el Community World Theatre en Tacoma, Washington el 19 de marzo de 1988. La canción fue grabada por primera vez en el estudio por Jack Endino en Reciprocal Recording Studios en Seattle, Washington a mediados de 1988, durante las sesiones de grabación del sencillo debut de la banda, «Love Buzz». Fue regrabado durante las sesiones de Bleach en diciembre de 1988 por Endino en Reciprocal.
La versión de Bleach de «Blew» se grabó accidentalmente un paso más abajo de lo que la banda había planeado, lo que contribuyó a lo que el biógrafo de Nirvana Michael Azerrad llamó su "sonido extraordinariamente pesado". Sin darse cuenta de que ya habían sintonizados con su Drop D tuning favorito, la banda afinó aún más a Drop C el primer día de las sesiones y grabó varias canciones en esa afinación. Como bajista Krist Novoselic recordó en un artículo de Seattle Times de 2009, "regresamos al día siguiente y decidimos que la idea no era tan buena, y grabamos la mayor parte con las cosas ajustadas un poco. De hecho, «Blew», con ese bajo rugiente, es el único superviviente de ese experimento".
La versión de Bleach de «Blew» se relanzó en el EP Blew en noviembre de 1989, junto con la mezcla Bleach de «Love Buzz» y las canciones inéditas «Been a Son» y «Stain», que habían sido grabados por Steve Fisk en Music Source en Seattle, Washington en septiembre de 1989. El plan original de la banda era lanzar un EP para promocionar su gira europea actual, pero el EP fue retrasado y lanzado exclusivamente en el Reino Unido después de que la gira terminó. Sin embargo, el EP se basó en el interés que la banda había generado en el Reino Unido con Bleach, y fue promocionado por el DJ inglés John Peel, que también había tocado Bleach en su influyente programa.
«Blew» siguió siendo una de las tres canciones de Bleach, junto con «About a Girl» y «School», que la banda interpretó hasta su disolución en abril de 1994. Se interpretó por última vez en vivo en el último show de Nirvana, en Terminal Einz en Múnich, Alemania, el 1 de marzo de 1994, como la penúltima canción, antes de «Heart-Shaped Box».

## Lista de canciones
1. «Blew»: 2:56 (aparece en Bleach)
2. «Love Buzz»: 3:36 (aparece en Bleach)
3. «Been a Son»: 2:22 (aparece en Nirvana y una versión diferente aparece en Incesticide)
4. «Stain»: 2:38 (aparece en Incesticide)

## Recepción
En 2015, Rolling Stone incluyó a «Blew» en el número 22 en su ranking de 102 canciones de Nirvana.

## Otras versiones
- Una versión en vivo aparece en el álbum From the Muddy Banks of the Wishkah del año 1996.

- Otra versión en vivo fue lanzada junto al aniversario número 20 del álbum Bleach.

## Significado
Es sobre la creciente sensación de claustrofobia que el músico Kurt Cobain sentía en su adolescencia viviendo en Aberdeen. Cobain admitió que su sentido de claustrofobia era tan grande, que fantaseaba con matar a sus compañeros de escuela. "Siempre fantasee con ello pero siempre hubiera optado por matarme a mí mismo primero" dijo más tarde en una entrevista.
En su biografía de 1993 de Nirvana Come as You Are: The Story of Nirvana, Azerrad describió la canción como un "tema de trampa y control".

## Créditos
Nirvana
- Kurt Cobain: Voz y guitarra eléctrica.
- Krist Novoselic: Bajo eléctrico.
- Chad Channing: Batería.

Producción
- Jack Endino: Producción en «Blew» y «Love Buzz».
- Steve Fisk: Producción en «Been a Son» y «Stain».